# میئه ناناموری
میئه ناناموری (انگلیسی: Mie Nanamori؛ زادهٔ ۱۶ اکتبر ۱۹۷۲) بازیگر،  و یکی از شخصیت‌های تلویزیونی در ژاپن اهل ژاپن است.